# Елисеевичи (Смоленская область)
Елисеевичи— деревня  в  Смоленской области России,  в  Духовщинском районе. Население —  4 жителя  (2007 год)  . Расположена в северной части области  в 22  км к северо-западу от  Духовщины, в 11 км к западу от станции Ерыши на железной дороге Смоленск – Озёрный, у истоков реки Песочня.
Входит в состав Булгаковского сельского поселения.

## История
В списке населённых мест Смоленской губернии 1859 года Елисеевичи упоминаются как село Духовщинского уезда, в котором проводился базар.

## Достопримечательности
Памятник археологии: курганная группа (32 кургана) в 150 м северо-западнее деревни. Насыпаны в XI – XII веках. Часть была раскопана, некоторые ценности хранятся в Государственном историческом музее 
Церковь Николая Чудотворца. Построена на деньги местного помещика И.А. Адамович в стиле эклектики. В настоящее время практически руинизирова.